# Atlas I

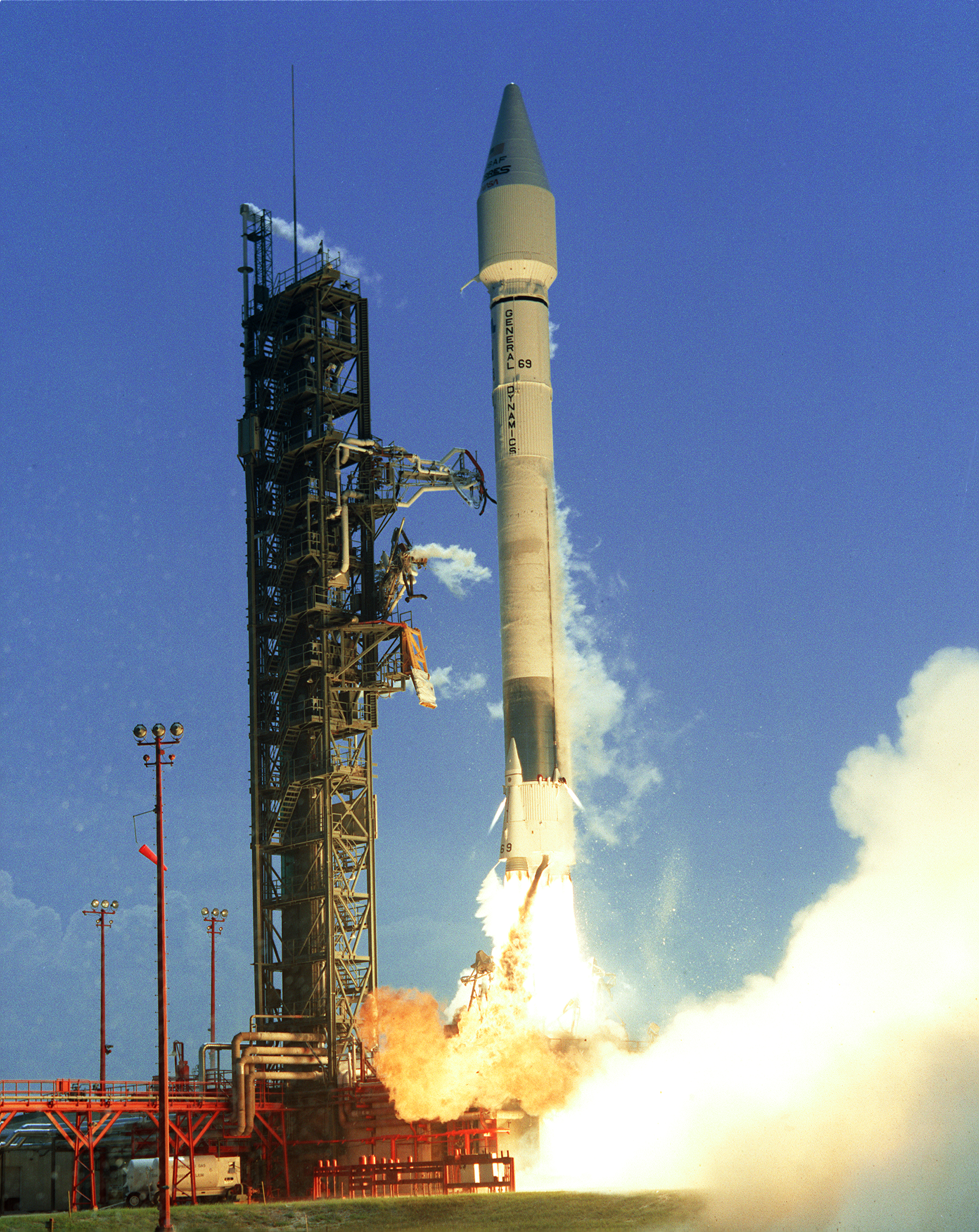
Primeiro lançamento do Atlas I, levando o satélite CRRES.

O Atlas I foi um Sistema de lançamento descartável de origem Norte Americana, usado na década de 90 para lançar uma grande variedade de
satélites. O "I" no nome "Atlas I" pode causar um certa confusão, devido ao fato de todos os modelos Atlas anteriores usarem letras no sufixo do nome, sendo
o último desses o Atlas H. No entanto, os foguetes seguintes foram identificados usando Algarismos Romanos, começando com o "Atlas I".
O primeiro estágio do Atlas I foi derivado do Atlas G, e o segundo era um estágio Centaur. O primeiro estágio, tinha um 
sistema de propulsão MA-5A melhorado, composto de um foguete auxiliar LR-89 com câmaras de combustão de empuxo dual e
um motor principal mais potente, o RS-27, substituindo o tradicional LR-105. Com essa nova configuração, todas as três câmaras de combustão do Atlas
produziam o mesmo empuxo.
O descarte dos motores auxiliares, ocorriam antes que o motor principal fosse cortado para que o segundo estágio começasse a funcionar. Daí a concepção de um 
estágio e meio, ou seja, o primeiro estágio do Atlas funcionava primeiro com três motores e depois de um certo tempo, com apenas um. Usado em conjunto com o
estágio Centaur, o Atlas I era tido como um foguete de dois estágios e meio.

## Histórico de lançamentos
| Voo   | Data                  | Plataforma de lançamento | Carga           | Resultado     | Notas |
| ----- | --------------------- | ------------------------ | --------------- | ------------- | --- |
| AC-69 | 25 de julho de 1990   | Cabo Canaveral LC-36B    | CRRES           | Êxito.        | Primeiro voo. |
| AC-70 | 18 de abril de 1991   | Cabo Canaveral LC-36B    | BS-3H           | Falha         | A turbobomba do estágio Centaur falhou aos 361 segundos de voo. O controle de terra enviou um comando ao foguete para a sua autodestruição. |
| AC-72 | 14 de março de 1992   | Cabo Canaveral LC-36B    | Galaxy 5        | Êxito         | |
| AC-71 | 22 de agosto de 1992  | Cabo Canaveral LC-36B    | Galaxy 1R       | Falha         | A turbobomba do estágio Centaur falhou aos 361 segundos de voo, num problema idêntico ao do voo de 18 de abril de 1991.                     |
| AC-74 | 25 de março de 1993   | Cabo Canaveral LC-36B    | UFO 1           | Êxito parcial | A potência do primeiro estágio foi inferior ao previsto, pondo o satélite numa órbita inferior a planejada.                                 |
| AC-75 | 3 de setembro de 1993 | Cabo Canaveral LC-36B    | UFO 2 (USA-95)  | Êxito         | |
| AC-73 | 13 de abril de 1994   | Cabo Canaveral LC-36B    | GOES 8          | Êxito         | |
| AC-76 | 24 de junho de 1994   | Cabo Canaveral LC-36B    | UFO 3 (USA-104) | Êxito         | |
| AC-77 | 23 de maio de 1995    | Cabo Canaveral LC-36B    | GOES 9          | Êxito         | |
| AC-78 | 30 de abril de 1996   | Cabo Canaveral LC-36B    | BeppoSAX        | Êxito         | |
| AC-79 | 25 de abril de 1997   | Cabo Canaveral LC-36B    | GOES 10         | Êxito         | Último voo. |